# Artimonovca, Cimișlia
Artimonovca este un sat din cadrul comunei Javgur din raionul Cimișlia Republica Moldova.

## Istorie
Satul Artimonovca a fost fondat în anul 1910 de câteva familii de țărani moldoveni și ucraineni. De aici și denumirea de Artimonovca – la origine probabil Artamonovca. Către 1923 satul avea 19 case și 93 de locuitori. În perioada interbelică satul apare în actele oficiale cu denumirea Artimonești și 116 locuitori. În perioada sovietică satul este numit Artimonovca.

## Geografie
Satul are o suprafață de circa 0,19 kilometri pătrați, cu un perimetru de 1,99 km. Localitatea se află la distanța de 33 km de orașul Cimișlia și la 70 km de Chișinău.

## Demografie

### Structura etnică
Structura etnică a localității conform recensământului populației din 2004, populația satului constituia 62 de oameni, dintre care 37,10% - bărbați și 62,90% - femei.:
| Grup etnic                    | Populație | % Procentaj |
| ----------------------------- | --------- | ----------- |
| Băștinași declarați Moldoveni | 40        | 64,52%      |
| Ucraineni                     | 18        | 29,03%      |
| Ruși                          | 3         | 4,84%       |
| Bulgari                       | 1         | 1,61%       |
| Total                         | 62        |             |